# Bengt Gyllenanckar
Bengt Gyllenanckar, född 5 januari 1646 i Enköpings-Näs församling, död 13 april 1696 i Stockholm, var en svensk ämbetsman.

## Biografi
Bengt Gyllenanckar föddes 1646 på Brunnsholm i Enköpings-Näs socken. Han var son till Gabriel Gyllenanckar och Maria Sparre af Rossvik. Gyllenanckar blev 28 april 1658 student vid Uppsala universitet och blev 1670 auskultant i Svea hovrätt. Han blev 18 december 1674 assessor i hovrätten och 30 april 1695 vice president i hovrätten. Gyllenanckar avled 1696 i Stockholm och begravdes 28 juni i Sackska graven i Strängnäs domkyrka, där hans vapen sattes upp.

### Egendom
Gyllenanckar ägde Brunnsholm i Enköpings-Näs socken och Ankarsrum i Hallingebergs socken, som han fick 18 december 1669 vid arvskifte efter fadern.

### Familj
Gyllenanckar gifte sig 20 mars 1681 på Berghammar i Fogdö socken med Christina Magdalena Sack (1659–1732), dotter till landshövdingen Carl Philip von Sack i Kalmar län och författaren Kristina Posse. De fick tillsammans barnen överstelöjtnanten Gabriel Gyllenanckar (1681–1740), Christina Maria Gyllenanckar (1683–1741) som var gift med landshövdingen friherre Peter von Danckwardt, Carl Gyllenanckar (1684–1691) och Catharina Charlotta Gyllenanckar (1689–1695).